# Agostino de Fango
Agostino de Fango noto anche come Agostino (de) Fangi(s) o Agostino da Biella (Biella, 1425/1430 – Venezia, 22 luglio 1493) è stato un presbitero italiano dell'Ordine dei frati predicatori, beatificato da papa Pio IX nel 1872.

## Biografia
Agostino de Fango nacque da famiglia nobile probabilmente tra il 1425 e il 1430. Il padre Simone era ancora minorenne nel 1420 e in uno scritto lo stesso Agostino racconta di essere stato inviato dal convento di Pavia a quello di Bologna nel 1447 «ancor giovinotto».
Nonostante questa testimonianza sembra probabile che Agostino entrasse nell'Ordine dei frati predicatori nel convento di San Domenico di Biella-Piazzo e da qui si sia in breve tempo trasferito al convento di Pavia. Altri documenti attestano la presenza in vari conventi dell'Italia settentrionale: nel 1464 lo si trova a Soncino come priore, nel 1470 nuovamente a Pavia, nel 1474 a Vigevano e infine a Venezia, dove trascorse gli ultimi anni della sua vita.
Dalle sue biografie antiche si può tracciare un rapido resoconto biografico: secondo padre Gerolamo Borselli († 1497) fu «persona devota e dotta, illustre in vita per prodigi e miracoli». Questi «prodigi e miracoli» non vengono indicati, invece segue un elenco di opere caritatevoli «Fu uomo di grande carità nell'attendere alle confessioni, nell'elargire consigli, nel visitare gli infermi».
A menzionare un miracolo è invece un altro suo biografo, padre Leandro Alberti, «Spesso fu visto pregare o meditare sollevato un cubito da terra». Questo autore ci informa anche che «era solito effondere lacrime» durante la Messa e l'Ufficio e che «usava d'un asprissimo cilicio sulle sue carni», menziona poi la sua attività di esorcista e un altro miracolo che racconta così «ad un fanciullo che piangeva per una brocca rotta, da cui s'era perso il vino, restituì integra la brocca piena di vino».
Altri due prodigi furono però dipinti sul suo sepolcro nel 1497: la risurrezione di un fanciullo morto senza battesimo a Soncino e la liberazione di una donna da cinque demonii a Vigevano. Questi miracoli sarebbero avvenuti nel 1464 e 1474 rispettivamente.

## Culto
Il culto si diffuse già pochi anni dopo la morte. Nel 1502 il convento di Soncino chiese una reliquia ai frati di Venezia, ottenendo l'indice della mano destra. In quest'occasione per la prima volta Agostino è menzionato con l'appellativo di beato.
A Biella fu eretto un altare a lui dedicato nella chiesa di San Domenico nel XVI secolo e nel 1610 i biellesi ottennero una reliquia, consistente nell'osso del braccio sinistro.. Un'altra reliquia fu destinata alla cattedrale di Biella nel 1873.
Intanto il 5 settembre 1872 il culto del Beato fu riconosciuto ufficialmente da papa Pio IX, soprattutto per istanza del padre domenicano Vincenzo Acquarone, del vescovo di Biella Giovanni Pietro Losana e del patriarca di Venezia cardinale Giuseppe Luigi Trevisanato.
L'ufficiatura propria del Beato fu concessa il 15 febbraio 1874 all'Ordine domenicano, alla diocesi di Biella e all'arcidiocesi di Vercelli.
Il 13 settembre 1972 l'urna con il corpo del Beato Agostino fu portata da Venezia a Biella dall'arciprete don Albino Pizzato e il 23 giugno 1973 trovò la sua collocazione definitiva nella chiesa parrocchiale di San Giacomo.